# Чампа, Джо
Рози́на Джо Ча́мпа (англ. Rosina Jo Champa; 26 января 1968, Лонг-Бранч, Нью-Джерси, США) — итальянско-американская актриса

, продюсер и фотомодель.

## Биография
Чампа родилась в 1968 году в Нью-Джерси, но выросла в Риме, Италия. Она стала моделью в подростковом возрасте. К 18-ти годам она уже была одной из любимых моделей Джанни Версаче. Она обратилась к итальянской киноиндустрии в 1986 году с различными заданиями на экране для режиссёров, в том числе для Клод д'Анна (Salome, 1986), Этторе Скола («Семья», 1987), Массимо Тройси («Le vie del Signore sono», 1987) и Дамиано Дамиани (Il Sole Buio, 1990). Находясь на вершине своей карьеры, Чампа вернулась в Соединённые Штаты, снявшись в фильме Стивена Сигала «Во имя справедливости» (1991), за которым последовал два года спустя «Маленький Будда» Бернардо Бертолуччи (1993), а затем «Дон Хуан ДеМарко» (1994) Джереми Левена. Позже, в 90-х годах, она в основном работала для телевизионных проектах, снималась в таких сериалах, как Walker, Texas Ranger, JAG и CSI: Miami. Чампа также можно найти в книге Хельмута Ньютона «Сумо», где он называет её одной из своих любимых моделей. Снялась в фильме Somewhere (2010) режиссёра Софии Коппола.
В 1998 году Джо вышла замуж за продюсера Джозефа Фаррелла (1935—2011). У супругов родился сын — Шон Фаррелл (род. 2004). 7 декабря 2011 года 76-летний супруг Чампа скончался.